# Drupeus hygropetricus
Drupeus hygropetricus là một loài bọ cánh cứng trong họ Psephenidae. Loài này được Lee, Lawrence & Satô miêu tả khoa học năm 2005.